# Saint-Gilles-Pligeaux
Saint-Gilles-Pligeaux [sɛ̃ ʒil pliʒo] (Sant-Jili-Plijo en breton) est une commune du département des Côtes-d'Armor, dans la région Bretagne, en France.

## Géographie

### Localisation
Saint-Gilles-Pligeaux se trouve à vol d'oiseau à 21 km au sud de Guingamp et à 29 km au sud-ouest de Saint-Brieuc.
|         | Saint-Connan          |                |
| Kerpert | Saint-Gilles-Pligeaux | Le Vieux-Bourg |
|         | Canihuel              |                |

### Géologie et relief
De Duault à Corlay en passant par Saint-Nicolas-du-Pélem et Saint-Gilles-Pligeaux, sur plus de 30 km, un massif granitique correspondant à la partie ouest du batholite de Quintin, domine, atteignant 270 m, les collines schisteuses de la partie orientale du bassin de Châteaulin situées à son sud.
| - Carte topographique de la commune de Saint-Gilles-Pligeaux. |

### Hydrographie
Pour un article plus général, voir Réseau hydrographique des Côtes-d'Armor.
La commune est située dans le bassin Loire-Bretagne. Elle est drainée par le Sulon et la Villeneuve,.
Le Sulon, d'une longueur de 29 km, prend sa source dans la commune du Vieux-Bourg et se jette  dans le Blavet à Gouarec, après avoir traversé huit communes. 

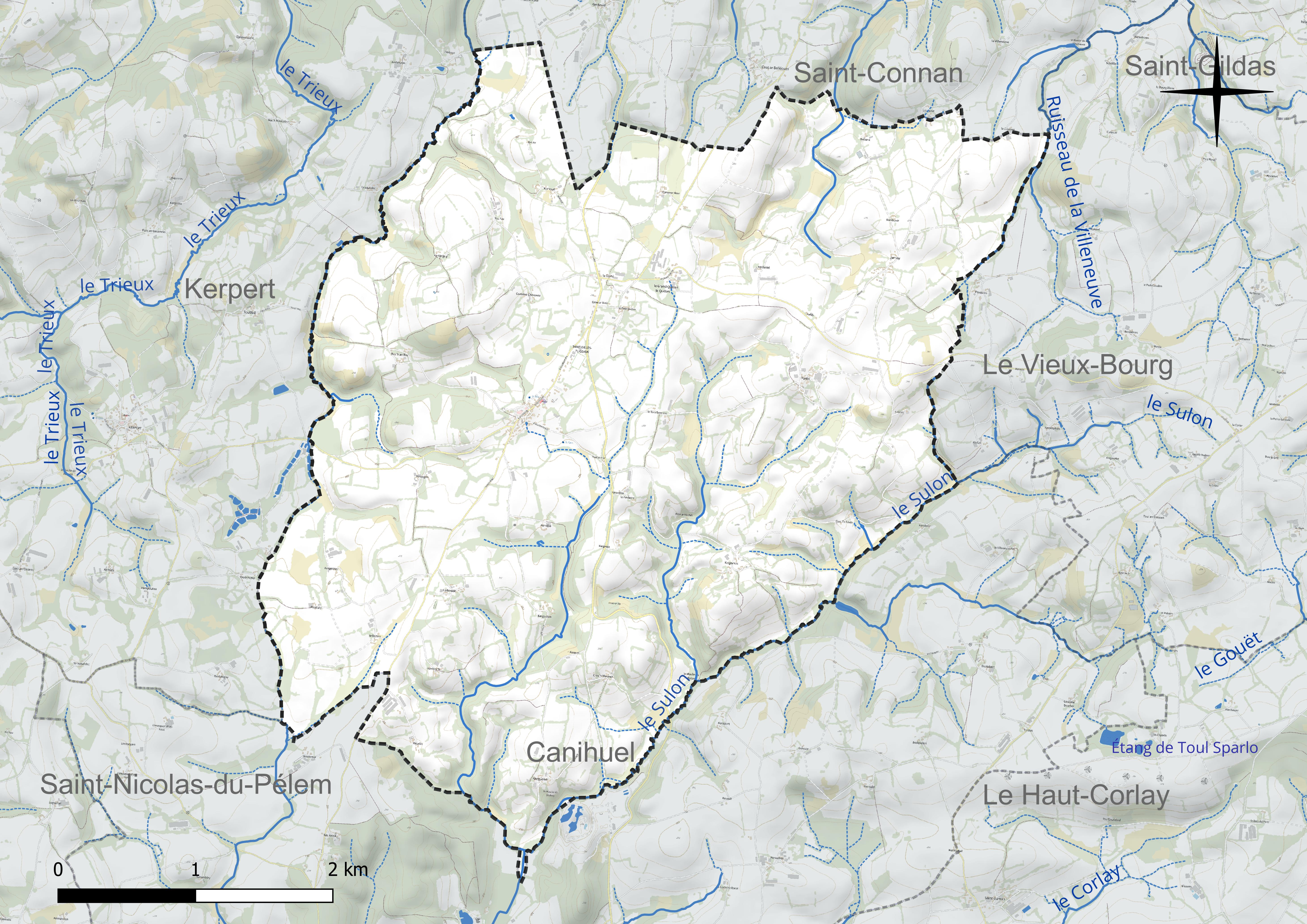
Réseau hydrographique de Saint-Gilles-Pligeaux.

La Villeneuve, d'une longueur de 12 km, prend sa source dans la commune du Vieux-Bourg et se jette  dans le Trieux à Saint-Connan, après avoir traversé cinq communes. 

### Climat
Pour des articles plus généraux, voir Climat de la Bretagne et Climat des Côtes-d'Armor.
En 2010, le climat de la commune est de type climat océanique franc, selon une étude du Centre national de la recherche scientifique s'appuyant sur une série de données couvrant la période 1971-2000. En 2020, Météo-France publie une typologie des climats de la France métropolitaine dans laquelle la commune est exposée à un climat océanique et est dans la région climatique Finistère nord, caractérisée par une pluviométrie élevée, des températures douces en hiver (6 °C), fraîches en été et des vents forts. Parallèlement l'observatoire de l'environnement en Bretagne publie en 2020 un zonage climatique de la région Bretagne, s'appuyant sur des données de Météo-France de 2009. La commune est, selon ce zonage, dans la zone « Monts d'Arrée », avec des hivers froids, peu de chaleurs et de fortes pluies.  
Pour la période 1971-2000, la température annuelle moyenne est de 10,6 °C, avec une amplitude thermique annuelle de 12,2 °C. Le cumul annuel moyen de précipitations est de 1 037 mm, avec 15,8 jours de précipitations en janvier et 8,2 jours en juillet. Pour la période 1991-2020, la température moyenne annuelle observée sur la station météorologique la plus proche, située sur la commune de Kerpert à 3 km à vol d'oiseau, est de 10,8 °C et le cumul annuel moyen de précipitations est de 1 088,9 mm,. Pour l'avenir, les paramètres climatiques de la commune estimés pour 2050 selon différents scénarios d'émission de gaz à effet de serre sont consultables sur un site dédié publié par Météo-France en novembre 2022.

## Urbanisme

### Typologie
Au 1er janvier 2024, Saint-Gilles-Pligeaux est catégorisée commune rurale à habitat très dispersé, selon la nouvelle grille communale de densité à 7 niveaux définie par l'Insee en 2022.
Elle est située hors unité urbaine et hors attraction des villes,.

### Occupation des sols

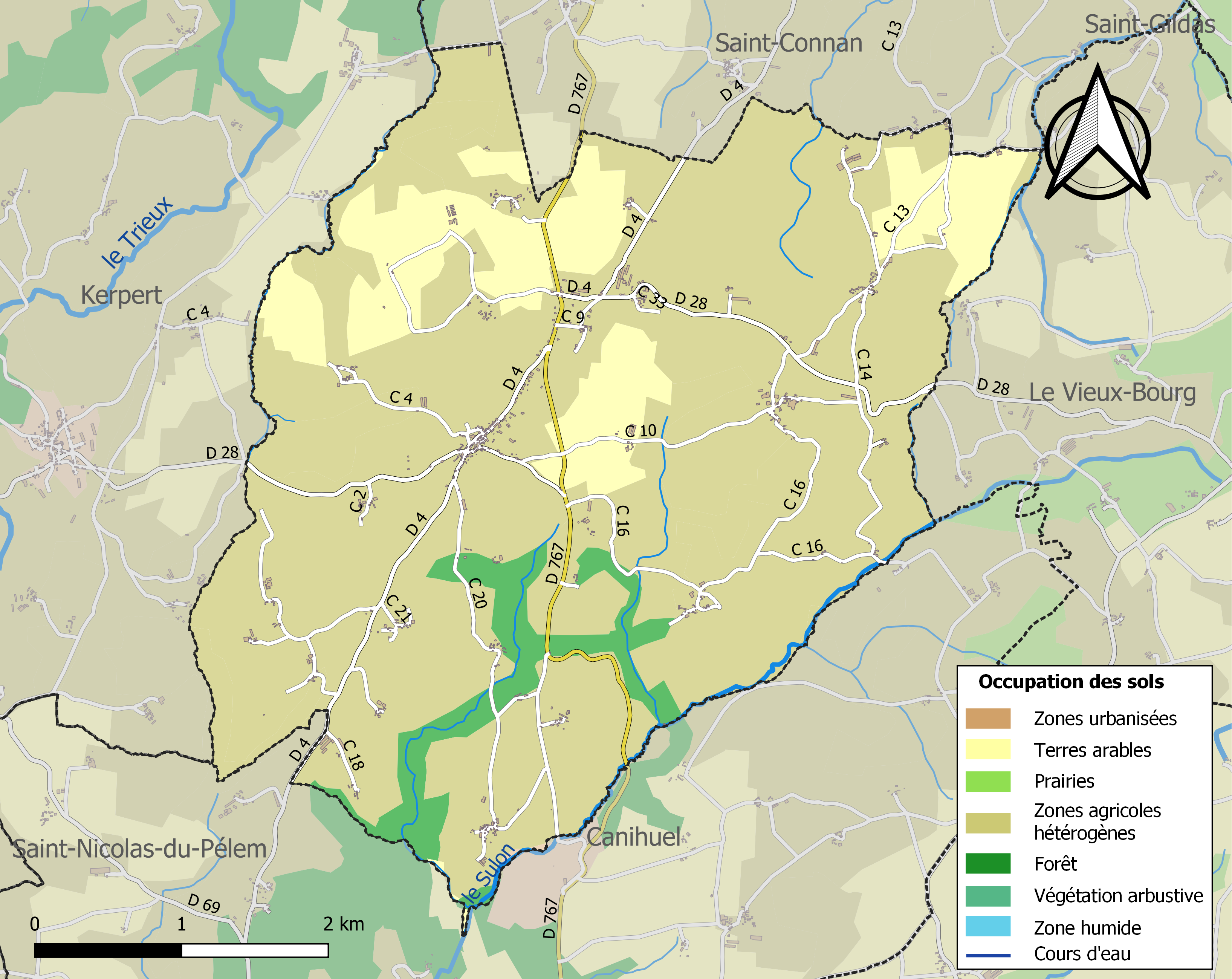
Carte des infrastructures et de l'occupation des sols de la commune en 2018 (CLC).

Le tableau ci-dessous présente l' occupation des sols de la commune en 2018, telle qu'elle ressort de la base de données européenne d’occupation biophysique des sols Corine Land Cover (CLC).
| Type d’occupation                                                                   | Pourcentage | Superficie (en hectares) |
| ----------------------------------------------------------------------------------- | ----------- | ------------------------ |
| Extraction de matériaux                                                             | 0,05 %      | 1                        |
| Terres arables hors périmètres d'irrigation                                         | 14,0 %      | 279                      |
| Systèmes culturaux et parcellaires complexes                                        | 69,5 %      | 1 383                    |
| Surfaces essentiellement agricoles interrompues par des espaces naturels importants | 11,3 %      | 225                      |
| Forêts de feuillus                                                                  | 5,0 %       | 100                      |
| Forêts mélangées                                                                    | 0,1 %       | 2                        |
| Source : Corine Land Cover                                                          |             |                          |

## Toponymie
Le nom de la localité est attesté sous les formes Pleiaut et Sanctus Egidius en 1156 et en 1166, Pleiau en 1190, Pligeau en 1316, Ploegeau en 1368, Parochia Sancti Egidii an Pligeu en 1371, ecclesia Beati Egidii de Pligeau en 1393, Saint Gille en Pligeaux en 1473, Pligeau en 1516, Sainct Gilles en 1535 et en 1536, Saint Gilles in Pligeau en 1574.
L'hagiotoponyme Saint-Gilles fait référence à Gilles l'Ermite.
Pligeaux viendrait de pleiaut (paroisse primitive), de ploe (paroisse) et de Igeau (Saint Ygeaux) ; plejao, le « plaid », une assemblée médiévale qui se réunissait quatre fois par an à Saint-Gilles-Pligeaux, n'explique pas le nom du toponyme qui est en «Plou», comme souvent en Bretagne.
La prononciation du nom de la localité en breton a été relevée sous la forme Plijo en breton.
Quelques toponymes de la commune : Le Petit Quelen, Le Grand Quelen, Roz-ar-bos,  Kerpennec,  La Maison Neuve, Kergornec, Kerguelen, Keraugen, Rosfao, Kerguiner, Crec'h Macouz, Penfel, La Clarté, Kertanguy, Poulpri, Roz an Tan, Kerollivier, Cour Saint Martin, Kerhoue, Bossan, Le Bois Garenne, La Garenne Chevance, Coat Ti Allain, Bel Air, Kroaz Ar Bleiz, Moulin du Rojoù, Lescanic,  Kerlay, Kerdaniel, etc.

## Histoire

### Le Moyen Âge
Saint-Gilles-Pligeaux fait partie de la Cornouaille, donc de l'évêché de Quimper jusqu'en 1791, lorsqu'elle fut rattachée à l'évêché de Saint-Brieuc.
Selon un aveu de 1471 la châtellenie de Gouarec, un des trois membres de la vicomté de Rohan, « s'étendait sur treize paroisses ou trèves : Plouray, Mellionec, Plouguernével, Saint-Gilles, Gouarec, Plélauf, Lescouët, Penret ou Perret, Sainte-Brigitte, Silfiac, Cléguérec (partie nord), Saint-Aignan, Saint-Caradec, Trégomel. La résidence seigneuriale, dans cette châtellenie, était le château de Penret, aussi appelé le château des Salles, en Sainte-Brigitte ».

### La Révolution
Au cours de la Révolution française, la commune porta provisoirement le nom de Mont-Pligeaux.

### LeXXesiècle

#### Les guerres duXXesiècle
Le monument aux Morts porte les noms des 73 soldats morts pour la Patrie :
- 69 sont morts durant la Première Guerre mondiale.
- 4 sont morts durant la Seconde Guerre mondiale.

## Politique et administration

### Liste des maires
| Période                                  | Période       | Identité            | Étiquette | Qualité                                     |
| ---------------------------------------- | ------------- | ------------------- | --------- | ------------------------------------------- |
| Les données manquantes sont à compléter. |               |                     |           |                                             |
| 1861                                     | 1862          | André Le Ny         |           | Propriétaire                                |
| Les données manquantes sont à compléter. |               |                     |           |                                             |
| ?                                        | décembre 1919 | François Le Lay     |           |                                             |
| janvier 1920                             | mai 1935      | Yves Marie Le Men   |           |                                             |
| mai 1935                                 | ?             | Jean Marie Le Lay   |           |                                             |
| Les données manquantes sont à compléter. |               |                     |           |                                             |
| octobre 1947                             | mars 1959     | Pierre Gueltas      |           |                                             |
| mars 1959                                | mars 1971     | Joseph Jacob        | DVG       | Tailleur-couturier                          |
| mars 1971                                | mars 1977     | Noël Jéron          | DVG       | Instituteur                                 |
| mars 1977                                | mars 1983     | Arsène Le Bars      | DVD       | Gendarme retraité                           |
| mars 1983                                | juin 1995     | Gilbert Le Lepvrier | DVG       | Agriculteur                                 |
| juin 1995                                | mars 2014     | Francis Le Moigne   | DVD       | Aviculteur retraité, ancien premier adjoint |
| mars 2014                                | En cours      | Gildas Guyader      | DVG       | Agriculteur retraité                        |

## Démographie
L'évolution du nombre d'habitants est connue à travers les recensements de la population effectués dans la commune depuis 1793. Pour les communes de moins de 10 000 habitants, une enquête de recensement portant sur toute la population est réalisée tous les cinq ans, les populations de référence des années intermédiaires étant quant à elles estimées par interpolation ou extrapolation. Pour la commune, le premier recensement exhaustif entrant dans le cadre du nouveau dispositif a été réalisé en 2004.

En 2022, la commune comptait 304 habitants, en évolution de +4,83 % par rapport à 2016 (Côtes-d'Armor : +1,78 %, France hors Mayotte : +2,11 %).
| 1793 | 1800  | 1806 | 1821  | 1831  | 1836  | 1841  | 1846  | 1851  |
| ---- | ----- | ---- | ----- | ----- | ----- | ----- | ----- | ----- |
| 828  | 1 059 | 976  | 1 073 | 1 142 | 1 135 | 1 157 | 1 211 | 1 136 |

| 1856  | 1861  | 1866  | 1872  | 1876  | 1881  | 1886  | 1891  | 1896  |
| ----- | ----- | ----- | ----- | ----- | ----- | ----- | ----- | ----- |
| 1 088 | 1 124 | 1 164 | 1 118 | 1 122 | 1 221 | 1 221 | 1 229 | 1 216 |

| 1901  | 1906  | 1911  | 1921  | 1926  | 1931 | 1936 | 1946 | 1954 |
| ----- | ----- | ----- | ----- | ----- | ---- | ---- | ---- | ---- |
| 1 226 | 1 230 | 1 199 | 1 110 | 1 040 | 957  | 910  | 795  | 693  |

| 1962 | 1968 | 1975 | 1982 | 1990 | 1999 | 2004 | 2006 | 2009 |
| ---- | ---- | ---- | ---- | ---- | ---- | ---- | ---- | ---- |
| 668  | 593  | 491  | 398  | 352  | 299  | 299  | 301  | 277  |

| 2014 | 2019 | 2022 | - | - | - | - | - | - |
| ---- | ---- | ---- | - | - | - | - | - | - |
| 280  | 305  | 304  | - | - | - | - | - | - |

## Lieux et monuments
- L'église paroissiale Saint-Gilles, classée au titre des monuments historiques depuis 2003[27].
- Chapelle seigneuriale Saint-Laurent dans l'enclos paroissial, également classée en 1979[28].
- Chapelle Notre-Dame-de-la-Clarté.

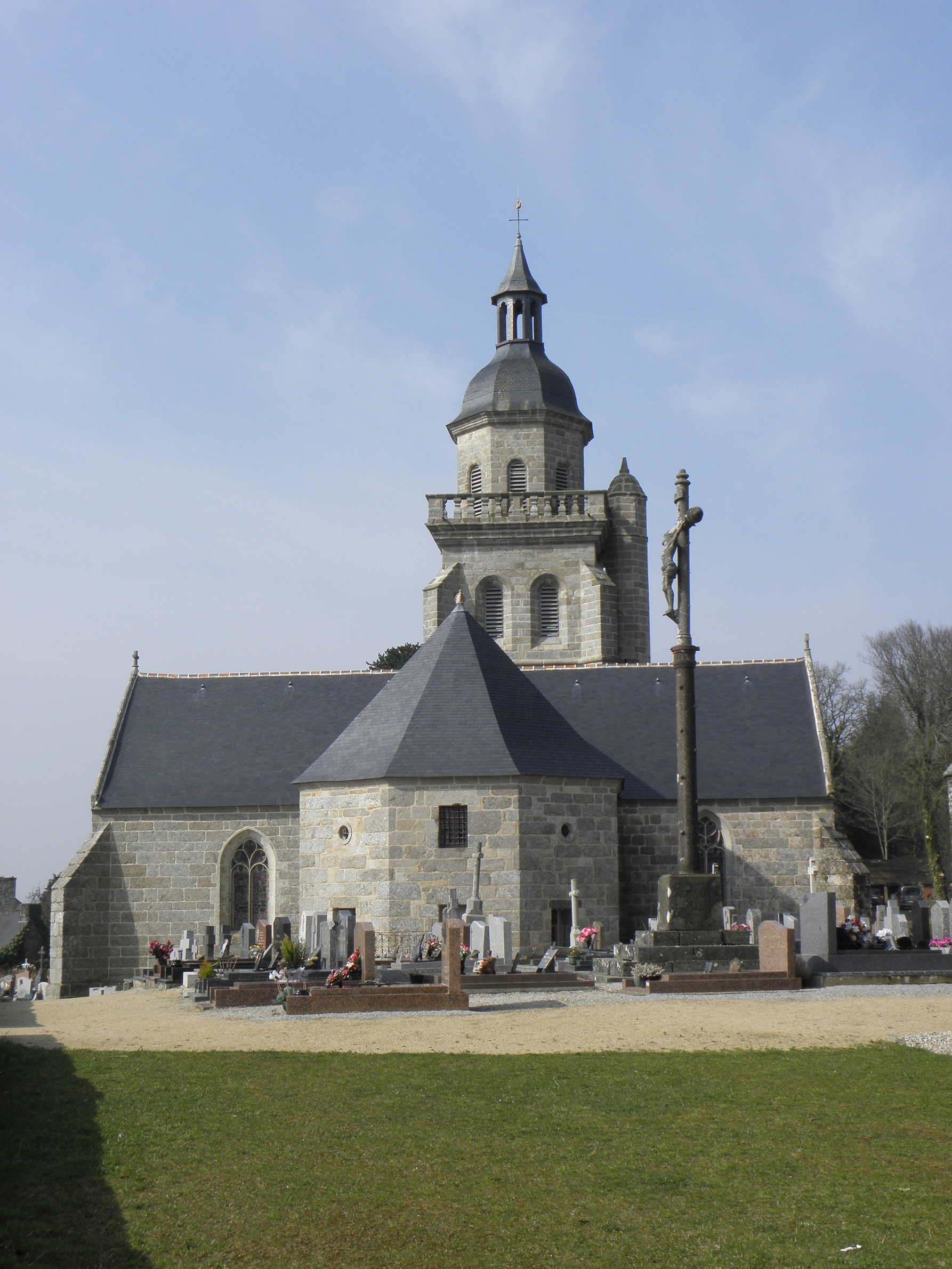
Le chevet de l'église paroissiale Saint-Gilles.
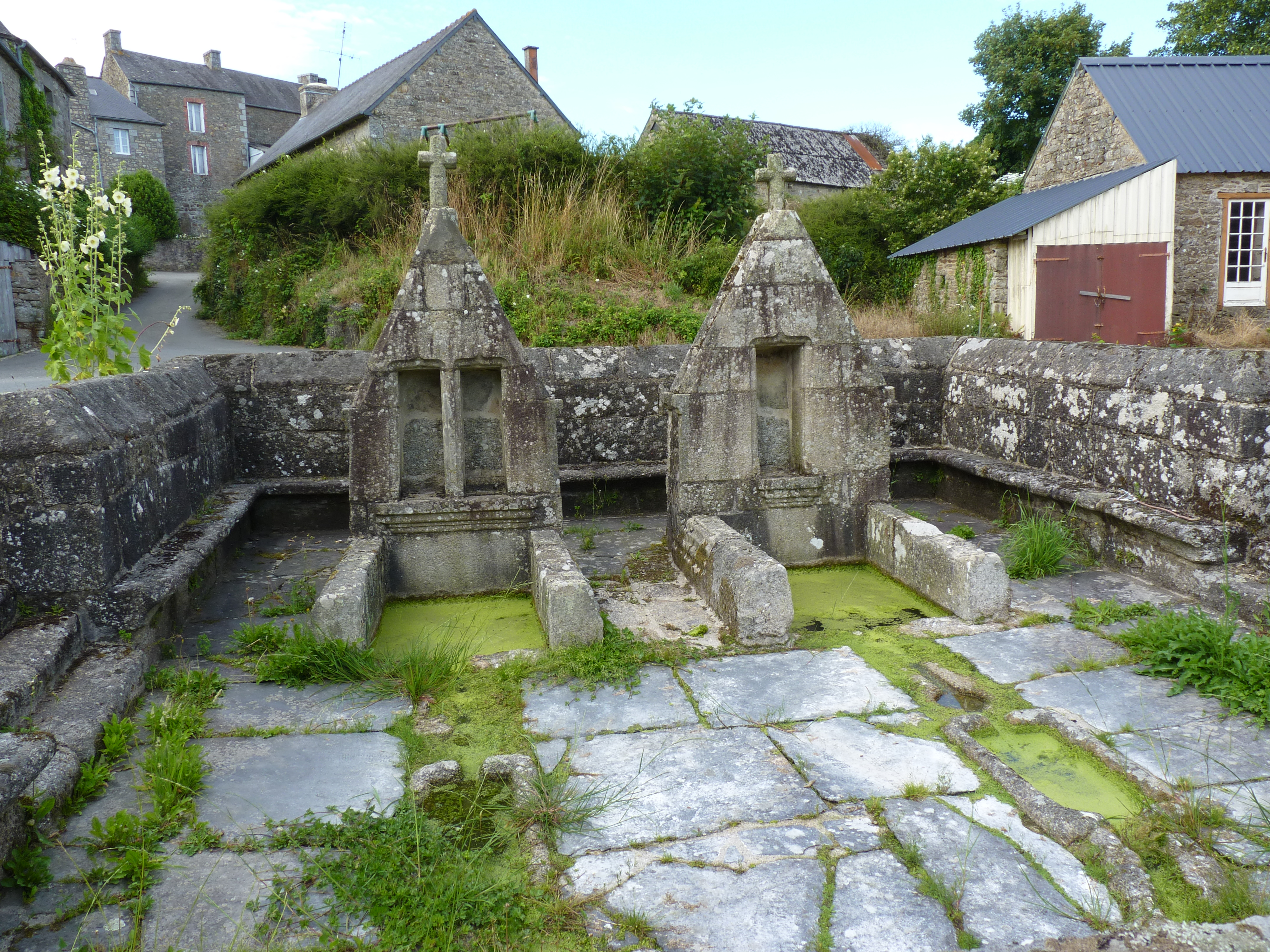
Fontaine située en contrebas de l'église paroissiale.
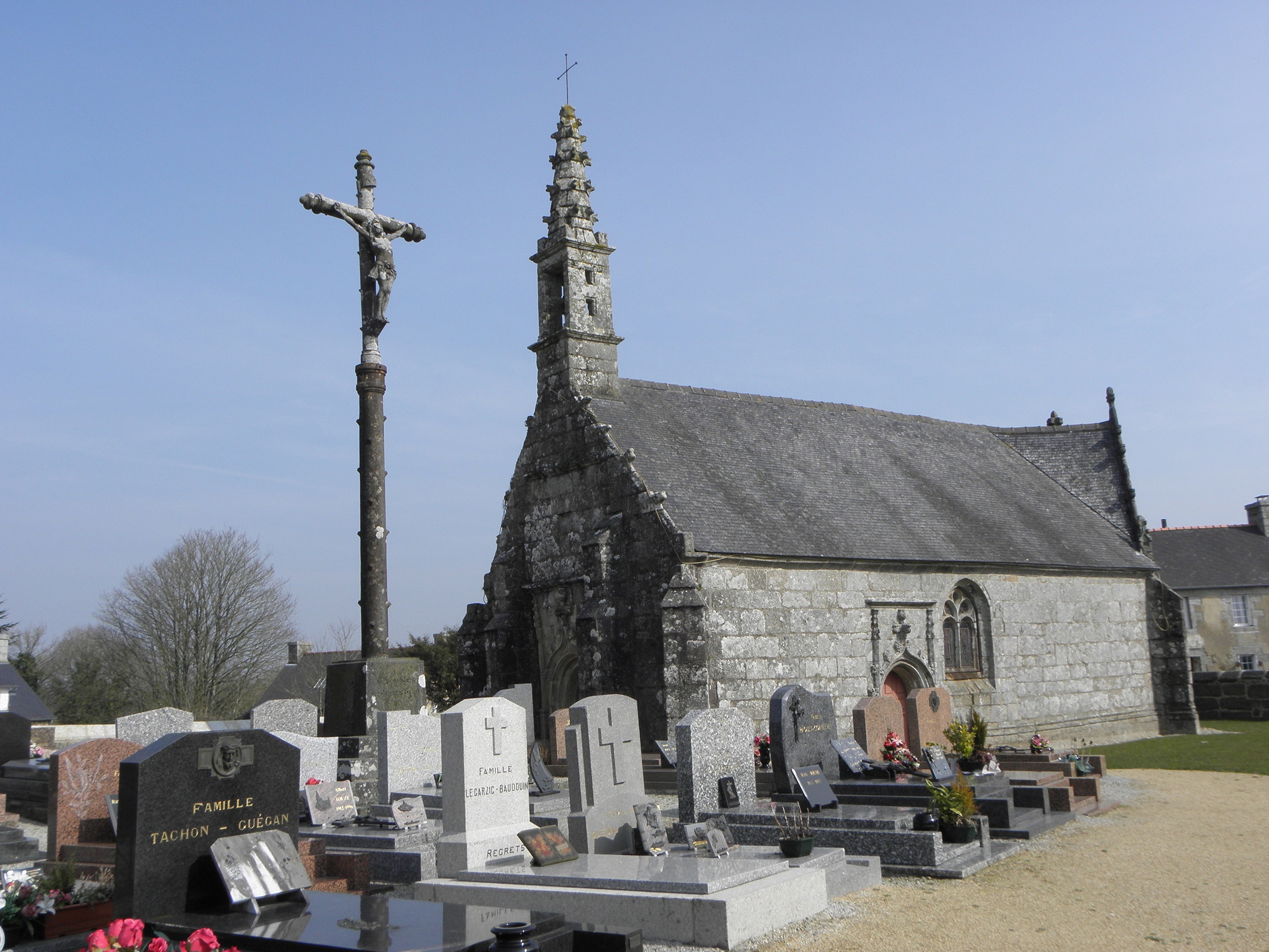
La chapelle Saint-Laurent.
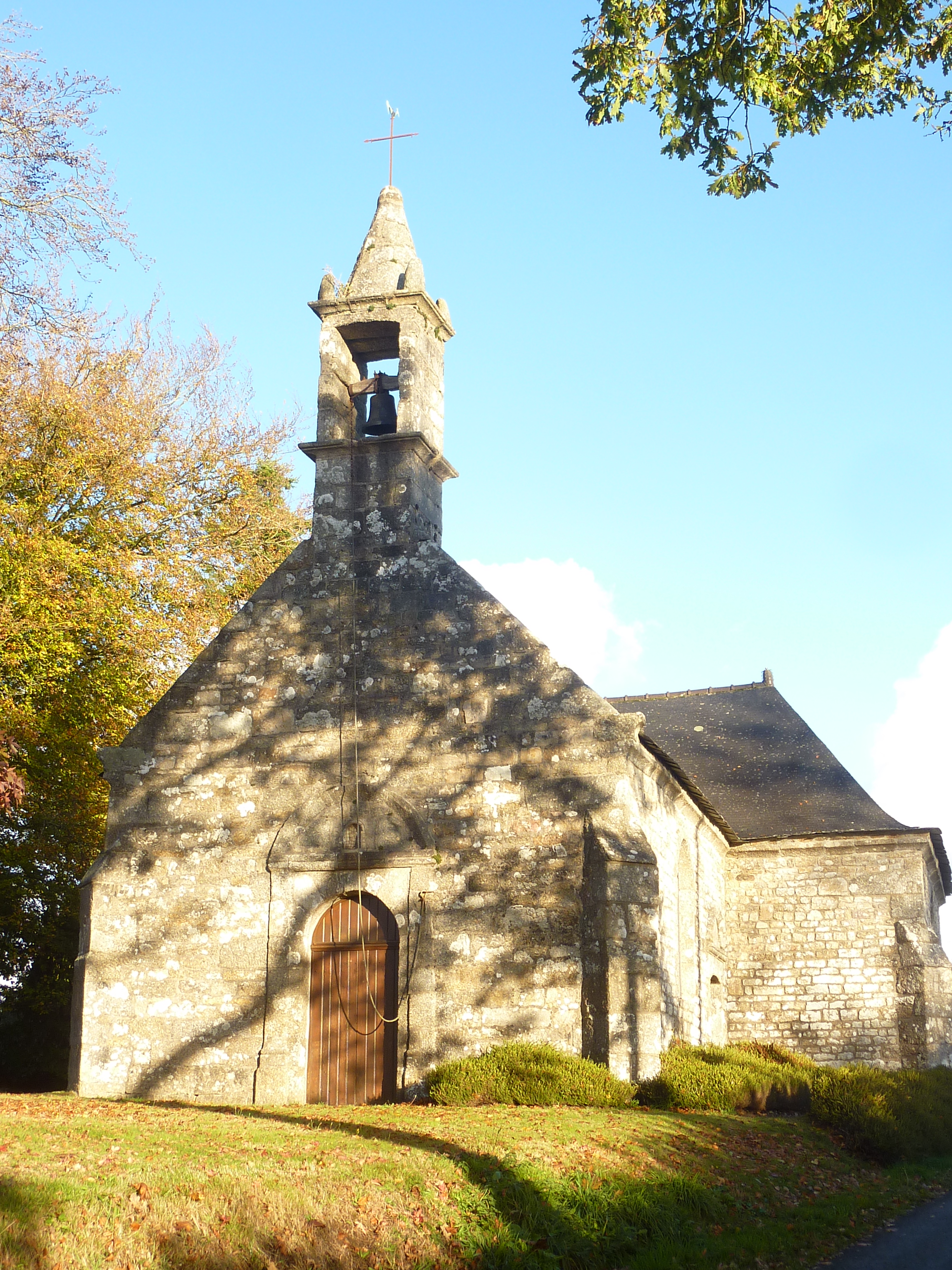
La chapelle Notre-Dame-de-la-Clarté.

- Menhirs de Kergornec : ces 2 menhirs sont classés au titre des monuments historiques en 1971[29],[30].
- Tumulus de Colleredo inscrit aux monuments historiques.
- Menhir de Crec'h Ogel classé au titre des monuments historiques en 1971[31].

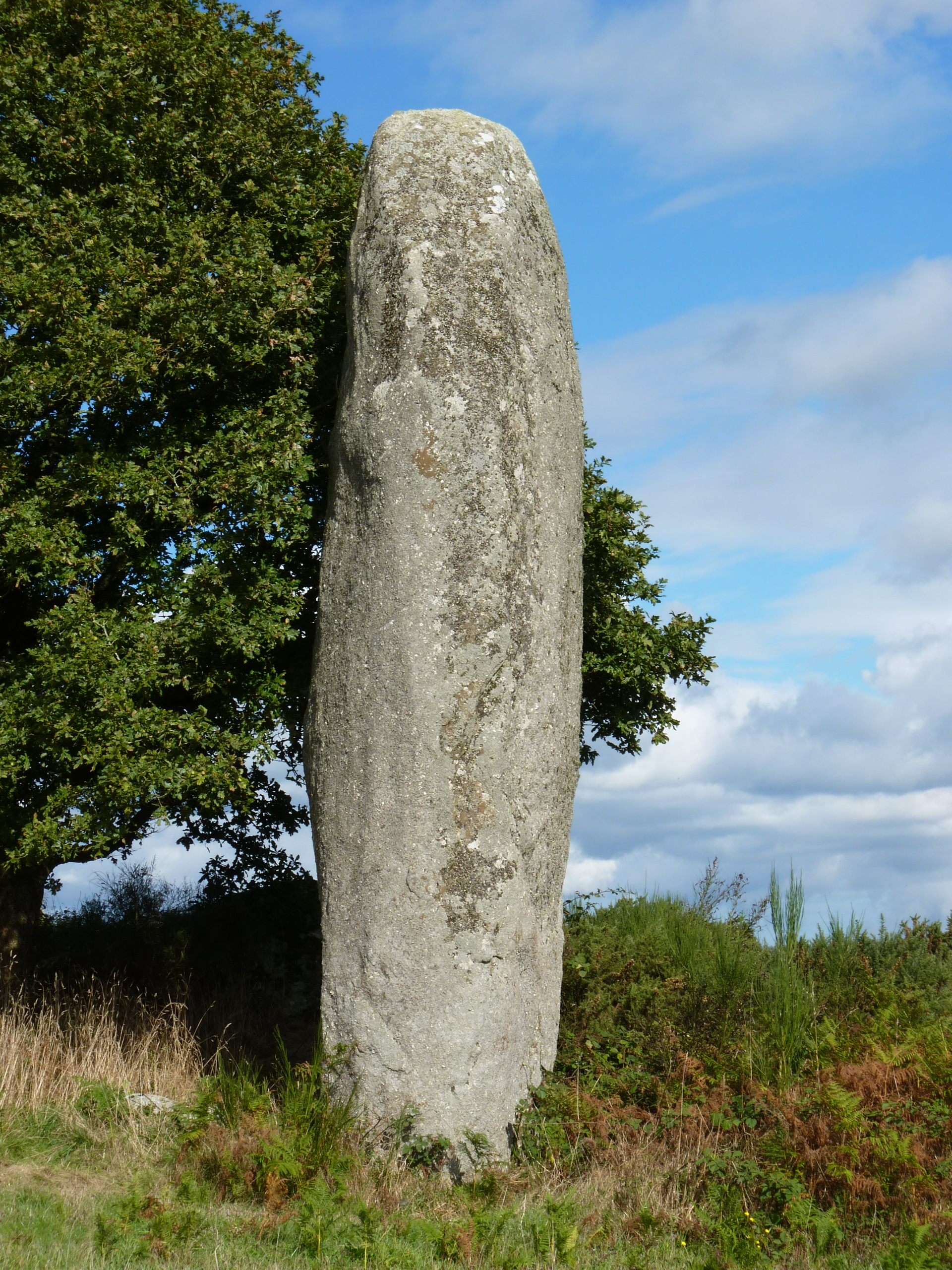
Le menhir de Kergornec.
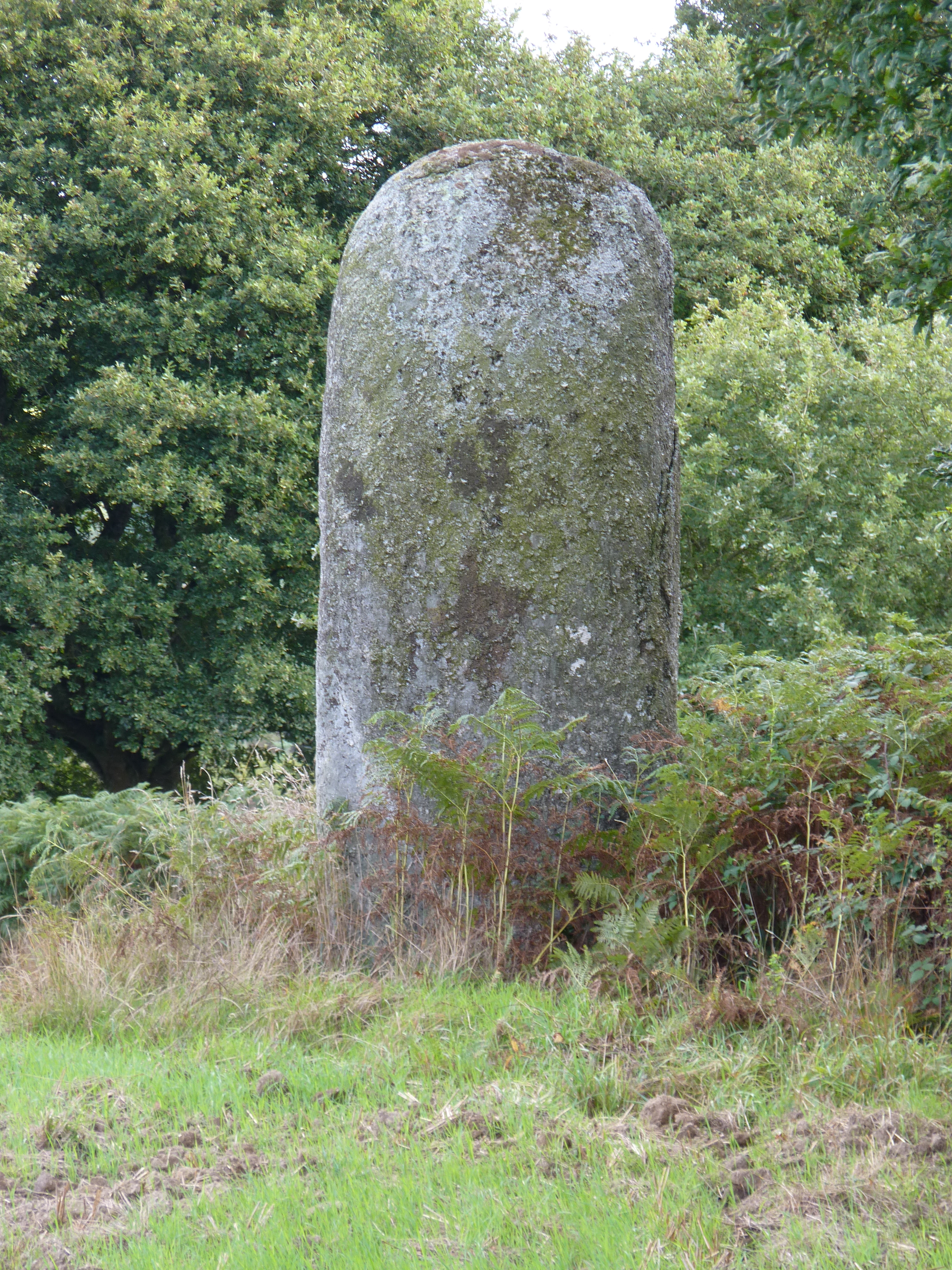
Le deuxième menhir de Kergornec.
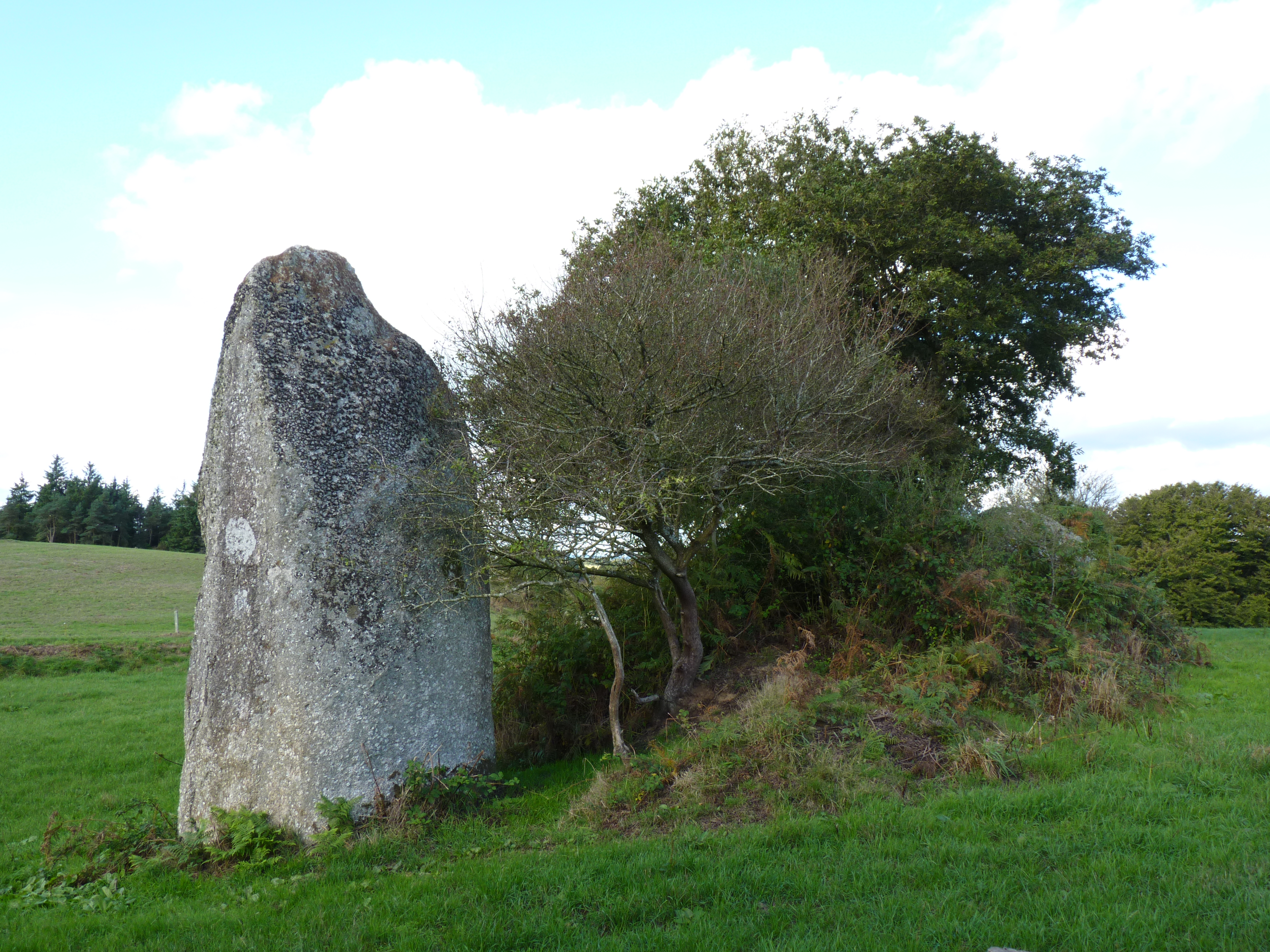
Le menhir de Crec'h Ogel.